# Xhensila Myrtezaj
Xhensila Myrtezaj (ur. 9 kwietnia 1993 w Tiranie) - albańska piosenkarka.

## Życiorys
W latach 2008 i 2012 wzięła udział w festiwalu muzycznym Kënga Magjike.

## Teledyski[1]
| Rok  | Teledysk            |
| ---- | ------------------- |
| 2011 | Dikush te do        |
| 2012 | Da da da            |
| 2012 | Prane njeri tjetrit |
| 2013 | Liar                |
| 2014 | Vespa               |
| 2015 | Jeton tek une       |
| 2015 | Ama doren           |
| 2016 | High love           |
| 2016 | Uh baby             |
| 2017 | Lova                |
| 2017 | Si te jem mire      |
| 2017 | Çelsi i zemres      |
| 2018 | Çika çika           |
| 2019 | Çika çika (Remix)   |
| 2019 | Sekreti im          |
| 2019 | Paris               |
| 2020 | Panorama            |
| 2021 | Prit pak            |
| 2021 | Mekati jem          |

## Życie prywatne
W 2017 roku przeszła na rzymski katolicyzm i poślubiła Besa Kallaku, z którym ma córkę Ajkę.